# Sugar Sugar Rune
Sugar Sugar Rune (jap. シュガシュガルーン Shuga Shuga Rūn), auch als Sugar² Rune bekannt, ist eine Manga-Serie von Moyoco Anno. Sie richtet sich vorwiegend an junge Mädchen und ist somit der Shōjo-Gattung zuzuordnen. Auf Basis des Magical-Girl-Mangas entstand eine Anime-Fernsehserie.

## Handlung
Die zehnjährige Chocolat Meilleur (ショコラ=メイユール) und ihre gleichaltrige Freundin Vanilla Meiux (バニラ=ミュー) sind Hexen. Beide wollen Königin der Zauberwelt werden. Dazu müssen sie in die Menschenwelt gehen und dort so viele Jungenherzen wie möglich sammeln. Die Hexe, die am meisten Herzen sammelt, wird Königin. Im Gegensatz zu den Menschen haben Hexen nur ein Herz. Wenn dieses tiefrot ist, muss die Hexe es ihrem Geliebten geben. Es gibt zudem böse Zauberer, die „Ogule“, die den Hexen die Herzen stehlen wollen.
Chocolat und Vanilla gehen in die Menschenwelt. Während Chocolat wegen ihres Mutes und ihrer Stärke in der Zauberwelt beliebter als ihre Freundin war, mögen die Menschen Vanilla wegen ihrer Schüchternheit und Ängstlichkeit lieber. Die beiden sammeln ihre ersten Herzen. Dabei verliebt sich Chocolat in Pierre. Dieser ist ein Ogul und will ihr Herz stehlen.
Die Freundschaft von Vanilla und Chocolat wird durch häufige Streitigkeiten immer brüchiger. Chocolat konzentriert sich, im Gegensatz zu Vanilla, immer weniger auf die Herzensjagd, und droht, ihre Qualifizierung für das Frühjahrsexamen zu verlieren. Chocolat kann schließlich am Frühjahrsexamen mitmachen, da sie am Valentinstag genug Herzen gesammelt hat. Sie gewinnt das Examen und steigt einen Rang auf.
Aus einem Streit heraus beschließen Vanilla und Chocolat einen Wettkampf. Als Vanilla während dieses Wettkampfes zu ertrinken droht und Chocolat sie rettet, bekommt Chocolat selbst einen Schock und droht zu ertrinken. Pierre, der ebenfalls anwesend ist, springt ins Wasser, um sie zu retten. Chocolat und Pierre gelangen auf den vergessenen Weg, wo die beiden sich ungewollt näherkommen. Sie gelangen in die unendliche Ewigkeit, wo ihre Erinnerungen an ihnen vorbeischweben. Sie landen in der Zauberwelt und gelangen erst nach einigen Strapazen wieder in die Menschenwelt.

## Veröffentlichungen
Sugar Sugar Rune erschien von der September-Ausgabe 2003 bis zur Mai-Ausgabe 2008 monatlich in Einzelkapiteln im Manga-Magazin Nakayoshi. Der Kōdansha-Verlag brachte diese Einzelkapitel ab März 2004 auch in acht Sammelbänden heraus.
Der Manga erscheint auch in Nordamerika, Schweden, Frankreich und Deutschland. Während Del Rey als Verlag für die englische Fassung in Nordamerika zuständig ist, bringt der Heyne Verlag den Manga seit August 2006 in deutscher Übersetzung heraus. Seit Februar 2008 sind alle Bände erschienen.

## Verfilmung
Im Studio Pierrot entstand eine Anime-Serie nach der Comicserie. Unter der Regie von Yukihiro Matsushita produzierte man 51 Episoden mit einer Laufzeit von je etwa 25 Minuten. Das Charakterdesign entwarf Noriko Otake. Die Erstausstrahlung der Serie fand vom 2. Juli 2005 bis zum 24. Juni 2006 auf dem Fernsehsender TV Tokyo statt. Später erschien der Anime auf 17 DVDs.
Die Serie wurde auch in Frankreich und Italien veröffentlicht und ins Polnische und Tagalog übersetzt. 

### Synchronisation
| Rolle             | japanischer Sprecher (Seiyū) |
| ----------------- | ---------------------------- |
| Vanilla Mieux     | Juri Ihata                   |
| Chocola Meilleure | Marika Matsumoto             |
| Waffle            | Ayaka Saito                  |
| Blanca            | Chisa Yokoyama               |

## Rezeption
Moyoco Anno gewann für die Manga-Serie 2005 den Kōdansha-Manga-Preis in der Kategorie Kinder. Die ersten sieben Sammelbände verkauften sich in Japan über 1,2 Millionen Mal.
Laut der deutschen Zeitschrift MangasZene besteche die Anime-Serie durch ihr „wunderhübsches Design, das sich sehr eng an der Mangavorlage orientiert“, gute Synchronsprecher und liebenswerte Charaktere. Obwohl der Anime für ein junges Publikum zugeschnitten sei, behalte er stets einen etwas ernsteren Unterton.